# 여랑
여랑은 대한민국의 퓨전국악 5인조 걸그룹이다.

## 여랑 멤버
- 멤버 조윤영은 추계예술대학교국악과 출신이며 리더 해금연주를 맡고 있다.
- 멤버 윤지희는 한국예술종합학교국악과 출신이며 소금연주를 맡고 있다.
- 멤버 김희진은 이화여자대학교 출신이며 대금을 맡고 있다.
- 멤버 권민주는 명지대학교 출신이며 갸야금연주을 맡고 있다.
- 멤버 이밝음은 한국예술종합학교 출신이며 보컬을 맡고 있다.